# Constituția RSS Moldovenești (1941)
Constituția Republicii Sovietice Socialiste Moldovenești din 1941 a fost aprobată în data de 10 februarie, la Sesiunea I a Sovietului Suprem al RSS Moldovenești. 

## Scurtă prezentare
Constituția cuprindea 11 capitole și 125 de articole. După structura și numirea capitolelor aceasta nu se deosebea de celelalte Constituții sovietice unionale.
Constituția din 1941 reieșea din aceleași principii egale pentru toate constituțiile sovietice, renunțând la principii universal recunoscute în țările democrate, ca: pluralismul politic, separarea puterilor, supremația legii și a statului de drept.

## Capitole
- Orînduirea socială
- Orînduirea de stat
- Organele supreme ale Puterii de Stat
- Organele administrației de stat
- Organele locale
- Bugetul RSSM
- Judecătoria și Procuratura
- Drepturile și obligațiile cetățenilor
- Sistemul elctoral
- Stema, steagul și Capitala
- Modificarea Constituției.